# Азовская улица (Орск)
Азо́вская у́лица —  улица в Октябрьском районе города Орска Оренбургской области. Расположена во входящем в состав города посёлке Елшанка. Названа по Азовскому морю.
Улица начала застраиваться в 1950-х годах. В настоящее время на улице расположено более 20 частных домов из кирпича, дерева и шлакоблоков.